# Eustache Du Caurroy
Pour les articles homonymes, voir du Caurroy.
Œuvres principales
François-Eustache Du Caurroy, né à Gerberoy (Oise), baptisé à Beauvais le 4 février 1549 et mort à Paris le 7 août 1609, est un compositeur français.

## Biographie

### Origine et jeunesse
Eustache Du Caurroy est fils de Claude Du Caurroy (né en 1518 à Gerberoy, au nord-ouest de Beauvais, prévôt et procureur du roi à Beauvais) et de Hélène de Ville (épousée le 21 novembre 1545). Il a au moins trois frères : François, commandeur de l’ordre de Malte, Claude, médecin (peut-être médecin du roi entre 1607 et 1631), et Nicolas, apothicaire établi à Coulommiers. Sa famille est de petite noblesse, produisant des officiers du roi, des juges, des prévôts, des médecins...
Rien de précis n’est connu sur son éducation musicale. Il a sans doute été enfant de chœur dans une des maîtrises du Beauvaisis, une région riche en églises bien dotées.

### Carrière
Il apparaît comme chantre haute-contre à la Chapelle du roi, se présentant comme tel au puy d’Évreux de 1575. À partir de 1578, il devient sous-maître de la Chapelle du roi en alternance avec Nicolas Millot et Didier Leschenet. À ce poste il reçoit 400 lt (livres tournois) de gages annuels et 900 lt pour l’entretien de six pages, et se maintient à son office de chantre.
Parallèlement, en 1578 et 1580-1587, Du Caurroy est cité comme chantre haute-contre de la chapelle de Catherine de Médicis. Il est toujours cité comme chantre haute-contre de la Chapelle du roi en 1589, aux gages de 300 lt.
En 1595, il cumule la charge de sous-maître de la chapelle avec celle de compositeur de la Chambre du roi, tenue jusqu’à sa mort. En 1602 enfin, il passe d’un registre de haute-contre à celui de taille.
Au début de sa carrière, Du Caurroy remporte trois prix au Puy de musique d’Évreux, à savoir :
- en 1575, il obtient le cornet d'argent pour la chanson polyphonique à quatre voix Rosette pour un peu d’absence ;
- en 1576, l'orgue d'argent pour son motet à cinq voix Tribularer si nescirem, perdu ;
- en 1583, le luth d'argent pour la chanson Beaux yeux(chanson à cinq voix, perdue).

### Bénéfices
Du Caurroy a obtenu ou sollicité plusieurs bénéfices entre 1596 et 1606, après avoir passé au moins vingt ans de sa carrière à la Chapelle du roi. Ceux-ci peuvent être vus comme des signes de l’attachement des rois à le conserver à leur service. On connait :
- un canonicat à la Sainte-Chapelle de Dijon, dès 1596, résigné en 1599 au profit de Philibert Dubuisson, mais à nouveau sollicité en 1605 et résigné en 1607[8].
- la prieure de Saint-Cyr-en-Bourg en 1598[9].
- la prieure de Passy-sur-Seine (à l’est de Fontainebleau) en 1599, à la suite de Jean Regnault, aussi chantre de la Chapelle du roi[10].
- la prieure de l'église Saint-Ayoul de Provins dès 1601, baillée à ferme pour 6 ans à un sergent royal de Provins[11].
- un canonicat prébendé de la cathédrale Sainte-Croix d'Orléans[12]. Il était fort peu présent à Orléans et ne siégeait donc pas, ce qui déplaisait au chapitre cathédral, qui lui fit des remontrances et finit par lui proposer un compromis.
- la maladrerie et léproserie de la Ferté-Alais (ville où résidait son neveu André Pitart), achetée le 17 mars 1603[13].

### Adresses et vieillesse
Du Caurroy loue dès 1594 une maison à Paris rue d’Avron, puis se déplace vers 1600 rue de l’Arbre-sec, puis enfin rue Saint-Germain-l’Auxerrois.
Le 15 décembre 1607, il vend ses biens acquis autour de Saint-Ayoul de Provins (peut-être pour financer ses éditions ?). Il teste le 11 juillet 1609 à La Ferté-Alais, où demeure son neveu André Pitart.
Il meurt le 7 août 1609 et est enterré dans l’église des Grands-Augustins. C’est Nicolas Formé qui lui succède comme sous-maître de la chapelle du roi en 1609. Son inventaire après décès a été retrouvé et fournit des informations intéressantes. Outre le mobilier et les vêtements, des papiers et quittances diverses, il fait apparaître une petite bibliothèque (traités de Gioseffo Zarlino, musique de Claude Le Jeune, Josquin des Prés et du « signor Alphonco », musique manuscrite). Il mentionne aussi un accord passé entre Du Caurroy et l’imprimeur Pierre I Ballard pour la publication de ses œuvres, avec un reçu de l’imprimeur qui atteste en avoir reçu la musique signé du jour même de l’inventaire. Son testament est produit par son neveu André Pitart, qui est aussi un des deux exécuteurs testamentaires, tandis que son frère Nicolas Du Caurroy est son légataire universel.
Comme bien d’autres à cette époque, Du Caurroy n’a publié ses œuvres qu’à la toute fin de sa vie (hormis les chansons et les Preces ecclesiasticæ, elles paraissent toutes en 1610 et sont donc posthumes). Son neveu André Pitart se charge de leur publication chez Ballard et signe la préface posthume des Fantasies et des Meslanges de 1610.

### Fortune critique
Dans ses éditions, de nombreuses pièces liminaires attestent de sa célébrité de son vivant. Son épitaphe est écrite par Jacques Davy du Perron, puis gravée sur un marbre aux frais de Nicolas Formé et apposée à l’église des Grands-Augustins.
Du Caurroy est plusieurs fois cité par Marin Mersenne dans Harmonie universelle pour sa science du contrepoint, comme un modèle à imiter. Celui-ci y publie plusieurs pièces de sa main, dont un Pie Jesu à 6 voix.
Quelque peu oublié après Mersenne, Du Caurroy est cité à nouveau à partir de 1780 par La Borde. La qualité de ses œuvres et l’importance de sa carrière ont fait que la totalité de son œuvre est maintenant publiée (hormis les deux messes redécouvertes en 2016).
Le conservatoire de musique de Beauvais porte son nom.

## Œuvres

### Messes

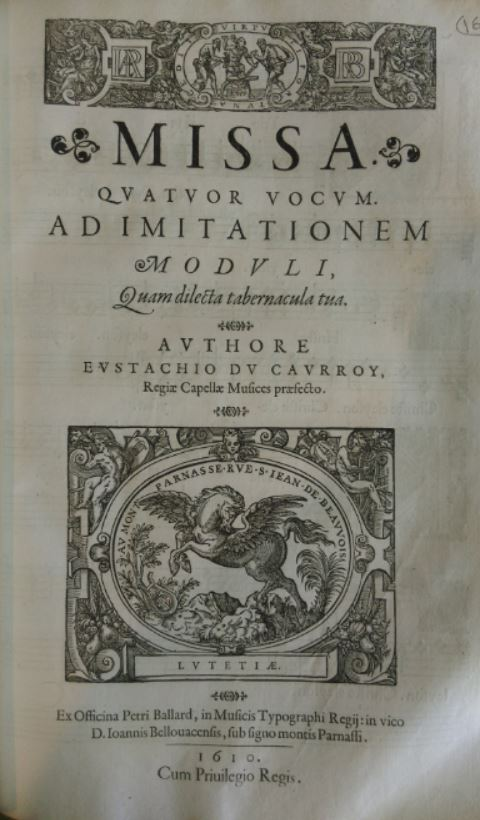
Page de titre de la messe de Du Caurroy Missa Quam dilecta tabernacula tua (Paris, 1610). Paris ICP.

- Missa pro defunctis quinque vocum (Messe pour les défunts). Paris : Pierre I Ballard, 1610. Voir Guillo 2016.

Rééditée en 1636 (RISM D 3618, Guillo 2003 n° 1636-F) en même temps que la messe pour les défunts d'Étienne Moulinié.
Dans son catalogue de 1724, Sébastien de Brossard écrit : Cette musique comme le sujet le demande est fort triste, mais c'est de la plus excellente qu'on puisse faire, et l'on n'en chante jamais d'autre aux obsèques et aux services des roys et des princes à S. Denys. Cette information confirme celle, antérieure, de H. Sauval. Sur le contexte des obsèques royales à la basilique de Saint-Denis, voir Launay 1993, p. 307-308.
Édition moderne : Eustache Du Caurroy, Missa pro defunctis, éd. Marie-Alexis Colin. Turnhout, Brepols Publishers, 2003  (ISBN 978-2-503-51492-5).
- Missa quatuor vocum, ad imitationem moduli Quam bonus Israel Deus. Paris : Pierre I Ballard, 1610. Voir Guillo 2016.
- Missa quatuor vocum, ad imitationem moduli Quam dilecta tabernacula tua. Paris : Pierre I Ballard, 1610. Voir Guillo 2016.

### Motets
- Preces ecclesiasticæ ad numeros musices redactæ, liber primus [-secundus] (Paris : Pierre I Ballard, 1609, 7 vol. in-4° obl. pour chaque livre). RISM D 3614 et 3615, Guillo 2003 n° 1609-B et -C.

Épître au roi Henri IV signée Eustache du Caurroy. Autres pièces liminaires par L. de la Hyre, R. Ad. Beauvaisin, François de Jonchères et Jean du Marché.
Le premier livre contient 26 motets de 3 à 6 voix, dont 3 à double chœur. Dédicace à Henri IV. Le second livre contient 27 motets de 3 à 7 voix, dont deux à double chœur. Dédicace à Marguerite de France (1553-1615). Les manuscrits Paris SG : Ms. 3165-3167 contiennent une mise en partition de nombreuses pièces à 4, 5 et 6 voix extraites de ces deux livres.
Édition moderne de l'ensemble : Eustache Du Caurroy. Preces ecclesiasticæ, éd. Marie-Alexis Colin. Paris, Klincksieck, 2000.
- Trois Te Deum et un Pie Jesu à 6 voix, publiés dans l’Harmonie universelle de Marin Mersenne (Paris, 1636).

### Œuvres profanes
- Les Meslanges de la Musique (Paris : Pierre I Ballard, 1610). RISM D 3616, Guillo 2003 n° 1610-D.

Dédicace à Henri de La Tour d'Auvergne, duc de Bouillon, signée par André Pitart. Autres pièces liminaires de L. de La Hyre, Pierre Hodey, et Charles Guillet.
Contient 65 pièces diverses, de 4 à 6 voix, dont 10 psaumes et 15 noëls. Du Caurroy y reprend parfois le principe de la « musique mesurée à l'antique » aussi cultivé par Claude Le Jeune.
Les textes sont de poètes divers, et notamment de Nicolas Rapin (7), Philippe Desportes (6), Jean-Antoine de Baïf (2) et Agrippa d'Aubigné (2). L'ode O quam beatus ille vir est due à Louis Servin, lié d'amitié à Du Caurroy.
Quelques chansons, à 4 et 5 voix, figurent dans des recueils collectifs (RISM 15837 et 8 et leurs rééditions, 159710 et sa réédition 15985) et quelques manuscrits, tel Paris BNF (Mus.) : RES-VM7-73(7).

### Œuvres instrumentales

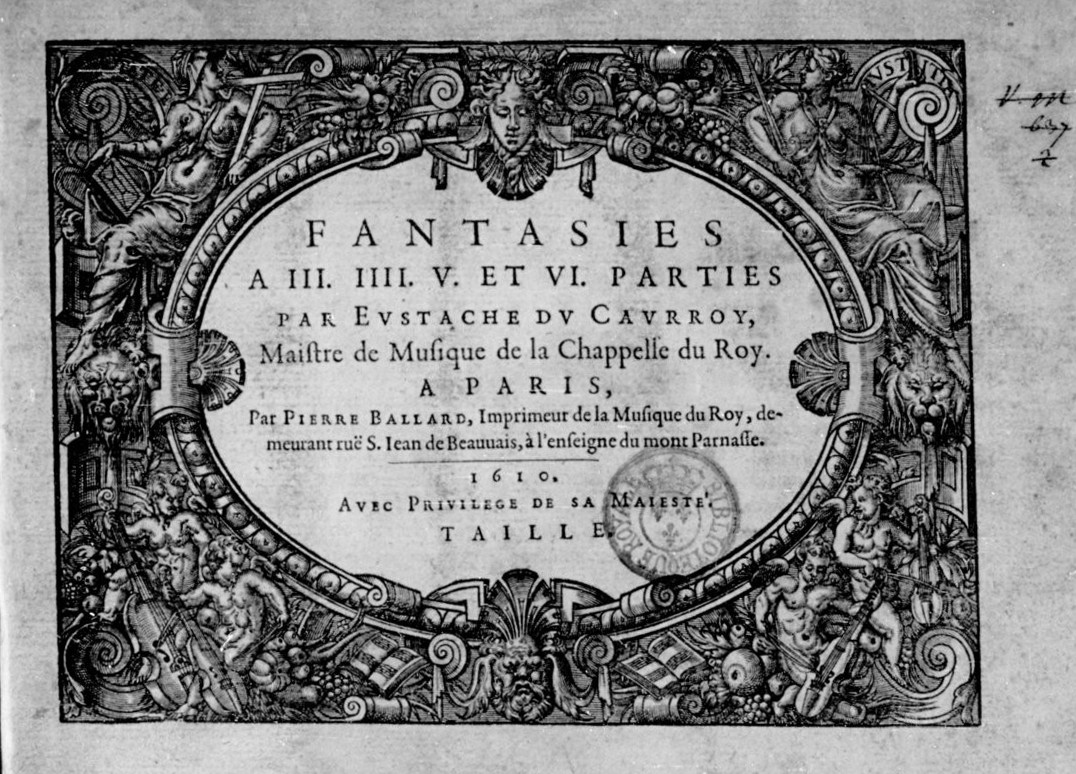
Page de titre des Fantasies (Pierre I Ballard), 1610 (Paris BnF).

- Fantaisies à III, IV, V et VI parties (Paris : Pierre I Ballard, 1610). RISM D 3617, Guillo 2003 n° 1610-B.

Dédicace d'André Pitart à Louis Servin, avocat du roi au Parlement et conseiller du roi. Élégie de L. de La Hyre, de 40 vers.
Ces fantaisies constituent une compilation de pièces instrumentales sur des thèmes variés, empruntés aussi bien à des hymnes liturgiques et des psaumes huguenots qu'à des chansons populaires de l'époque, écrites pour trois à six parties, sans instrumentation précisée. Les Fantaisies (29-33) constituent un cycle sur Une jeune fillette.
Le ms. Paris SG : Ms. 3169 contient une mise en partition manuscrite datant du premier tiers du XVIIe siècle, limitée aux fantaisies à 4 parties (8e-26e, 31e, 32e).
Édition moderne : Eustache Du Caurroy, Fantasies à 3-6 parties éd. Blaise Pidoux, New-York, Institute of Mediæval Music, 1975 (Œuvres complètes, 1).
Restitution pour orgue par Jean Bonfils, préface de Norbert Dufourcq : Paris, Editions musicales de la Schola cantorum et de la Procure générale de musique, 1968.

### Fausse attribution
On lui attribue parfois à tort le Traicté de musique contenant une théorique succincte pour méthodiquement pratiquer la composition (Paris : Pierre I Ballard, 1602, 18 f.). L'auteur est en fait Adrian Le Roy (1re édition : Paris, Adrian Le Roy et Robert Ballard, 1583).

## Discographie
- XXIII Fantaisies à 3, 4, 5 et 6 parties, Hespèrion XX, Jordi Savall (CD Astrée1982)[24]
- Requiem des rois de France, par l'Ensemble Doulce mémoire, dirigé par Denis Raisin-Dadre, enregistré en 1998, (CD Astrée Auvidis 1999, distribué par le label naïve E 8660)
- Hortus Voluptatis : Chansons pour orgue de la Renaissance par Juliette Grellety-Bosviel à l'Orgue Mounier de Francheville (Eure) (CD Hortus 2003, Éditions Hortus Hortus 029)[25]
- V Fantaisies sur "Une jeune fillette" à 3, 4 et 5 parties, Ensemble Mare Nostrum, dir. Andrea de Carlo. (CD Ricercar 2009)
- Musique en la chapelle d'Henri IV, par l'ensemble Les Chantres de Saint-Hilaire dirigé par François-Xavier Lacroux (2CD Éditions Triton 2010)[26]

### Sur le contexte et sa vie
- Théodose Bonnin et Alphonse Chassant. Puy de musique, érigé à Évreux, en l’honneur de madame Sainte Cécile. Publié d’après un manuscrit du XVIe siècle. Évreux : Impr. Ancelle fils, 1837. Réédition : Genève, Minkoff, 1972 (coll. La Vie musicale dans les provinces françaises, vol. II).
- Marie-Alexis Colin, Eustache Du Caurroy et le motet en France à la fin du XVIe siècle. Thèse, Université de Tours, Centre d'Études Supérieures de la Renaissance, 2001.
- Marie-Alexis Colin, « Eustache Du Caurroy, restaurateur, ou inventeur ? », Vingt-cinq ans de conférences à l'Institut de musicologie de Nancy, Université de Lorraine, (1990-2015), réunies par Yves Ferraton, Nancy, Le Parnasse français, 2016, p. 987-998.
- Norbert Dufourcq, « À propos d'Eustache Du Caurroy », Revue de musicologie 32 (1950), p. 94-108.
- Norbert Dufourcq, « François-Eustache Du Caurroy (1549-1609) et son entourage familial et professionnel : pour une meilleure approche de la biographie d'un officier de la musique du roi », Recherches sur la musique française classique 21 (1983), p. 9-40.
- Isabelle Handy, Musiciens au temps des derniers Valois (1547-1589). Paris : Honoré Champion éditeur, 2008.
- Madeleine Jurgens. Documents du Minutier central concernant l’histoire de la musique (1600-1650). Tome premier [études I – X]. Paris : 1967.
- Denise Launay, La musique religieuse en France du Concile de Trente à 1804, Paris, Société de musicologie de France, 1993.
- François Lesure, « La carrière et les fonctions de Du Caurroy », Revue de Musicologie 34 (1952), p. 128-129.
- Henri Sauval, Histoire et recherches des antiquités de la ville de Paris. Paris, Charles Moette et Jacques Chardon, 1724, 3 vol. Sur Gallica.

### Sur les œuvres
- Jean Bonfils, « Les fantaisies instrumentales d'Eustache Du Caurroy », Recherches sur la musique française classique 2 (1961), p. 5-29.
- Laurent Guillo, « Découverte à la Bibliothèque de Fels (Institut catholique de Paris) d’un recueil de messes contenant des œuvres retrouvées de Titelouze, Du Caurroy, Fontenay et Bournonville (Paris, 1587-1626) », Revue de musicologie 102/2 (2016), p. 379-394.
- Laurent Guillo, Pierre I Ballard et Robert III Ballard : imprimeurs du roy pour la musique (1599–1673). Liège : Mardaga et Versailles : CMBV, 2003. 2 vol.  (ISBN 2-87009-810-3).
- Michel Huglo, « À propos du Requiem de Du Caurroy », Revue de musicologie 51 (1965).
- Marie-Alexis Colin, « D’Aubigné, initiateur de Du Caurroy aux vers mesurés en musique ? », Albineana, Cahiers d'Aubigné 17/1 (2005), p. 75-80.